# Walter Gaskell
Pour les articles homonymes, voir Gaskell.
Walter Gaskell (Naples, 1er novembre 1847 – 7 septembre 1914) est un physiologiste britannique qui a contribué à la connaissance des voies de conduction cardiaques.

## Biographie
Il étudie à l'université de Cambridge avant de s'orienter vers la physiologie avec Michael Foster à Cambridge et avec Carl Ludwig à Leipzig.

## Travaux
Il démontre l'automaticité du muscle cardiaque isolé (sa capacité à se contracter sans stimulus extérieur) dont le niveau varie suivant la position de ce dernier dans le cœur. Il remarque la synchronisation entre les oreillettes et les ventricules. En 1882-1883, il est le premier à créer artificiellement des blocs auriculo-ventriculaires sur des cœurs isolés en y faisant des incisions à différents endroits. Il utilise le terme de bloc, ce dernier ayant été employé auparavant par Georges Romanes, son collègue. Il en déduit l'existence d'une structure anatomique permettant la transmission de la contraction des oreillettes aux ventricules, qui correspond au faisceau de His individualisé plus tard par Wilhelm His Jr. Il découvre en 1886 la présence de tissus cardiaques différents du muscle adjacent au niveau de l'oreillette et de la jonction entre l'oreillette et les ventricules mais n'en définit pas leurs fonctions (respectivement nœud sinusal et faisceau de His).